# Titularbistum Tasaccora
Tasaccora war eine antike Stadt in der römischen Provinz Mauretania Caesariensis im heutigen nördlichen Algerien. Sie lag im Hinterland, am Zusammenfluss mehrerer Bäche mit dem  Fluss Asaruth.
Tasaccora ist ein ehemaliges Bistum der römisch-katholischen Kirche und heute ein Titularbistum. 
| Titularbischöfe von Tasaccora |                         |                                                                              |                   |                    |
| Nr.                           | Name                    | Amt                                                                          | von               | bis                |
| 1                             | Francis Patrick Carroll | Koadjutorbischof von Wagga Wagga (Australien)                                | 12. Juni 1967     | 24. Februar 1968   |
| 2                             | Benigno Chiriboga SJ    | emeritierter Bischof von Latacunga (Ecuador)                                 | 3. Dezember 1968  | 29. November 1970  |
| 3                             | Bernhard Huhn           | Weihbischof in Görlitz Apostolischer Administrator von Görlitz (Deutschland) | 13. November 1971 | 14. September 2007 |
| 4                             | Basilio Athai           | Weihbischof in Taunggyi (Myanmar)                                            | 28. Juni 2008     | 24. Juni 2016      |
| 5                             | Adam John Parker        | Weihbischof in Baltimore (Vereinigte Staaten)                                | 5. Dezember 2016  |                    |